# 鶴澤清糸
鶴澤 清糸（つるさわ せいし）は、義太夫節三味線方の名跡。定紋は三代目より中陰蔦。

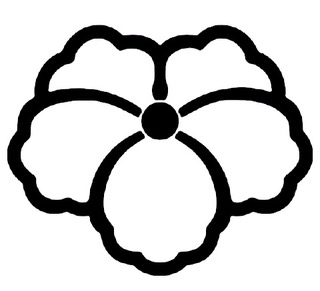
中陰蔦

初代鶴澤清糸の前名や師弟関係は不明であるものの、「鶴澤清」と付く名跡であることから、鶴澤清糸は初代鶴澤清七（前名大西清二郎）の流れを汲む名跡であり、かつ後に二代目清七を襲名する初代勝次郎と一座しているため、この勝次郎から「鶴澤清」と付く鶴澤清糸の名前を譲られており、また、二代目清糸は三代目清七の門弟から出ていることからも、鶴澤清糸は鶴澤清七の系譜の名跡である。加えて、三代目鶴澤清糸は、三代目清六の岡山の門弟である岡山有楽座の座本坪井恵一（幽水）であり、その子息が四代目清六の門弟となり、六代目徳太郎を襲名し、鶴澤清六家の当主となっているため、鶴澤清糸は、二代目清七の門弟の名跡である鶴澤清六家の名跡ともなっている。

## 初代
（前名等不明）
二代目竹本播磨太夫（三代目鶴澤蟻鳳）や初代竹本津賀太夫の相三味線を勤める。
『義太夫年表近世篇』で鶴澤清糸の名が初めて確認できるのは、文政5年（1822年）正月江戸結城座の番付で、上3枚目に鶴澤清糸とある。別書の筆頭が鶴澤勝次郎（二代目清七）。中央に二代目大西藤蔵。同年4月結城座の阿古屋で三曲を弾く（抜き本が刊行されている）。
文政7年（1824年）8月江戸大薩摩座下2枚目に鶴澤清糸　別書の筆頭が鶴澤福寿斎（三代目蟻鳳⇒二代目播磨太夫）。筆末が初代豊澤仙左衛門（扇左衛門）。文政8年（1825年）正月江戸大薩摩座上2枚目に鶴澤清糸　別書の筆頭が野澤重五郎。中央に下り初代鶴澤吉左衛門（五代目鶴澤三二）。
文政9年（1826年）3月江戸大薩摩座筆頭に鶴澤清糸。下2枚目に初代吉左衛門。『桂川連理柵』帯屋の段　竹本津賀太夫　鶴澤清糸。10月江戸大薩摩座　筆頭に鶴澤清糸『苅萱桑門築紫𨏍』三段目　竹本播磨太夫　鶴澤清糸。文政11年（1828年）2月江戸土佐座　筆末。筆頭は鶴澤勝造。下2枚目に初代吉左衛門。『白石噺』「逆むらの段 切」 御目見へ出語り　下り　竹本升太夫　三味線鶴澤清糸。『姻袖鑑』「庵室の段」　竹本西太夫　鶴澤清糸。7月土佐座では筆末。文政前半9月　浅草御蔵前八幡宮御社地内　三味線筆頭。
天保2年（1831年）3月江戸土佐座　三味線筆頭。『恋娘昔八丈』「城木屋の段」竹本播磨太夫　鶴澤清糸。天保3年（1832年）見立番付　西前頭大坂鶴澤清糸。天保6年（1835年）3月江戸大薩摩座　別書の三味線筆頭。『楠昔噺』「金剛山の段」竹本曽賀太夫　鶴澤清糸。8月江戸大薩摩座　別書の三味線筆頭　上2枚目に初代鶴澤勝七。四段目の切　御殿の場　竹本津賀太夫　鶴澤清糸。天保7年（1836年）正月江戸大薩摩座　上2枚目　別書の筆頭に鶴澤勇造（初代清七門弟　染太夫の相三味線で下り）。『新うすゆき物語』「園部兵衛館の段」竹本津賀太夫　鶴澤清糸。8月16日以前江戸大薩摩座『加賀見山旧錦絵』他　上2枚目　別書の筆頭に鶴澤勇造。8月16日以前江戸大薩摩座『箱根霊験躄仇討』他　上2枚目　別書の筆頭に鶴澤勇造。阿弥陀寺滝の段　切　竹本津賀太夫　鶴澤清糸。
これが初代津賀太夫の最後の舞台であり、以降の鶴澤清糸の出座も確認できない。
天保9年（1838年）見立番付では行司。天保11年（1840年）見立番付では東前頭江戸鶴澤清糸。
以降、見立番付からも鶴澤清糸の名が消えるため、この頃没した。
門弟に鶴澤百造。鶴澤清左衛門。嘉永元年（1848年）『浄瑠理太夫三味線師第細見』に「鶴沢百造　清糸門人幼名銀次郎卜云又清之助改評判日増宜若手之達者もの卜称ス本所原□（不明）町二住」「鶴沢清左衛門　清糸門人始徳之介卜云幼年より評判よろしく通のたつしやもの也」とある。

## 二代目
二代目鶴澤佐吉 ⇒ 鶴澤泰造（泰蔵） ⇒ 二代目鶴澤清糸
三代目鶴澤清七門弟。
『増補浄瑠璃大系図』に「鶴澤佐吉　同（三代目清七）門弟にて但州豊岡の産也元鶴澤泰蔵と云天保七年申九月文楽芝居にて忠臣講釈此時改名して出勤致同八年より東京へ行彼地にて贔屓多く国元へ帰らず住居致鶴澤清糸と成て後に一方の立物と成今に盛にて幾久敷又万々歳も出勤有べし」とある。
『増補浄瑠璃大系図』の書きぶりでは、鶴澤泰造（泰蔵）から鶴澤佐吉になり、そこから鶴澤清糸を継いだと読めるが、後述の通り、佐吉⇒泰造⇒清糸が正しい改名歴である。「泰」の文字は師である三代目清七の初名の鶴澤泰吉に由来する。
また、『義太夫年表近世篇』によれば、天保2年（1831年）8月江戸仁王門外に西の宮大笑亭の番付の上2枚目に鶴澤泰造がいるが、別人である。
天保7年（1836年）3月稲荷境内の番付に鶴澤佐吉の名がある。同じ三代目清七門弟である後に四代目清七を継いだ初代佐吉が天保6年（1835年）12月にに三代目鶴澤文駄を襲名しているため、この佐吉は二代目鶴澤佐吉となる（前名があってからの襲名なのかこれが初出座なのかは不明）。以降も稲荷境内の文楽芝居に出座する。9月の番付迄は鶴澤佐吉であるが、10月同座の番付には鶴澤佐佶となっている。以降も天保9年（1838年）3月同座まで鶴澤佐佶の名が番付で確認できる。4月は左佶、5月は出座せず、7月は左吉。8月以降の出座は確認できない。『増補浄瑠璃大系図』に「同（天保）八年より東京へ行」とあるように、江戸に下った。
天保13年（1842年）7月江戸大薩摩座の番付上4枚目に鶴澤泰造の名が確認できるため、この間に江戸で佐吉から鶴澤泰造を襲名した。以降も江戸大薩摩座に出座している。
弘化3年（1846年）3月甲府亀屋座では筆末に。筆頭は二代目花澤伊左衛門。4月同座も同様。同年の見立番付には西前頭江戸鶴澤泰造とある。
嘉永元年（1848年）見立番付東前頭江戸鶴澤泰造とある。同じ見立番付に鶴澤佐吉とあり、これは門人である。『浄瑠理太夫三味線師第細見』に「鶴沢泰造清七門人始佐吉卜云日増二評判宜若手之売出し当時之利物ト称ス今両国矢発二住ス　（門弟に）鶴沢佐吉」とある。
嘉永6年（1853年）4月両国回向院境内『妹背山婦女庭訓』他名代豊竹岡太夫　太夫 下り 竹本綱太夫の上2枚目泰造改鶴澤清糸とあり、二代目鶴澤清糸を襲名した。筆頭が二代目花澤伊左衛門。筆末が初代鶴澤清八。
安政元年（1854年）の見立番付に東前頭2枚目泰造改鶴澤清糸とある。（筆頭は初代清八、小結は初代清六）。安政3年（1856年）正月江戸堺町楽屋新道五鱗亭『絵本太功記』「尼ヶ崎の段 切」豊竹岡太夫　鶴澤清糸。万延元年（1860年）7月江戸西両国では筆末。筆頭は鶴澤弥三郎。文久三年（1863年）見立番付では頭取。以降頭取欄に鶴澤清糸とある。慶応2年（1866年）4月江戸結城座中央に鶴澤清糸。筆頭が鶴澤仲助。筆末が鶴澤蟻鳳。7月同座も中央。筆頭が鶴澤仲助。筆末が鶴澤蟻鳳。
『東京の人形浄瑠璃』によれば、明治2年（1869年）6月江戸結城座の番付の上2枚目に鶴澤清糸とある。筆頭はハコ入りで花澤三糸弄。以降の出座や没年等は不詳だが、『音曲昔物語』の天理本に以下のように記載がある。「明治三年　今戸黄楽寺　初代鶴澤清糸　福寿院殿中林撿□（釈カ）淳村琴涼大居士　五月廿八日　行年七十　今戸広楽寺」初代とあるが、没年が明治3年（1872年）であるため、番付に清糸の名前が亡くなった時期と一致する。本人の認識では、初代鶴澤清糸だった。
この後、三代目鶴澤清糸は三代目清六（三代目叶）の贔屓であり地方の門弟である坪井幽水（恵一）が継ぐことになる。三代目清六（三代目叶）は江戸で活躍した初代清八（五代目蟻鳳・初代叶）の系譜に連なる三味線弾きである。同じく三代目清七の門弟に初代鶴澤清四がいる。初代とされているが、文化・文政年間に江戸で鶴澤清四を名乗る三味線弾きがいる。また、江差町史によれば、明治26年（1893年）の『席開広告』に「義太夫　竹本国造・三味線　鶴澤清糸」と記載があり、北海道にもこの後、鶴澤清糸が存在した。

## 三代目
本名を坪井恵一（幽水）。岡山県矢掛町の芝居小屋有楽座の座本にして実業家。息子に、二代目鶴澤道八（六代目徳太郎）。孫に鶴澤清治。曾孫に六代目竹本織太夫・鶴澤清馗。
自身の曾祖父(坪井多吉)や祖父(坪井清吉)が三代目鶴澤清六の後援者だった縁で、三代目清六の岡山での弟子となり三代目鶴澤清糸を名乗る。岡山での地方巡業の折には三代目大隅太夫・三代目鶴澤清六のツレ弾き等で出座した。

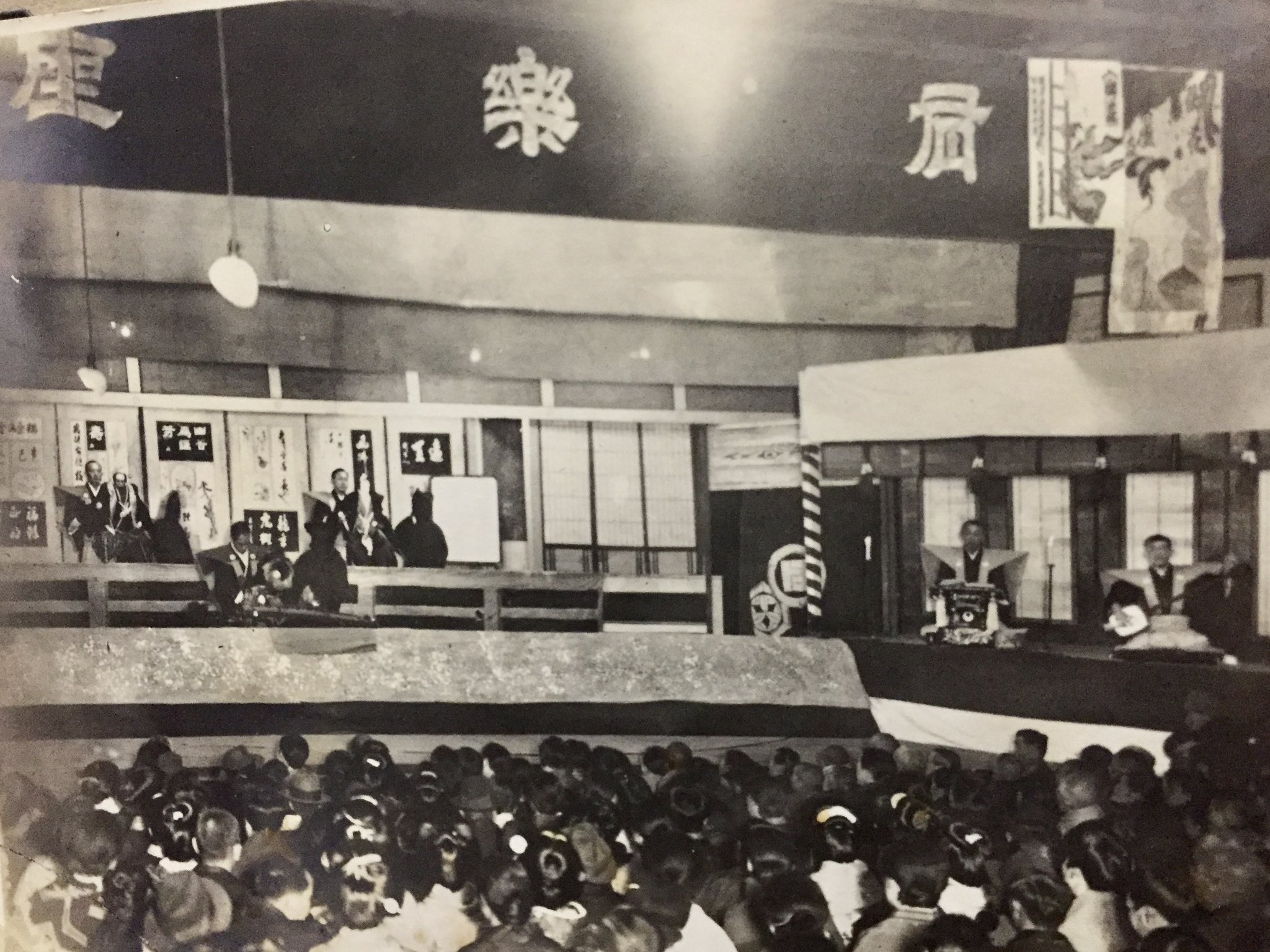
岡山県矢掛町有楽座

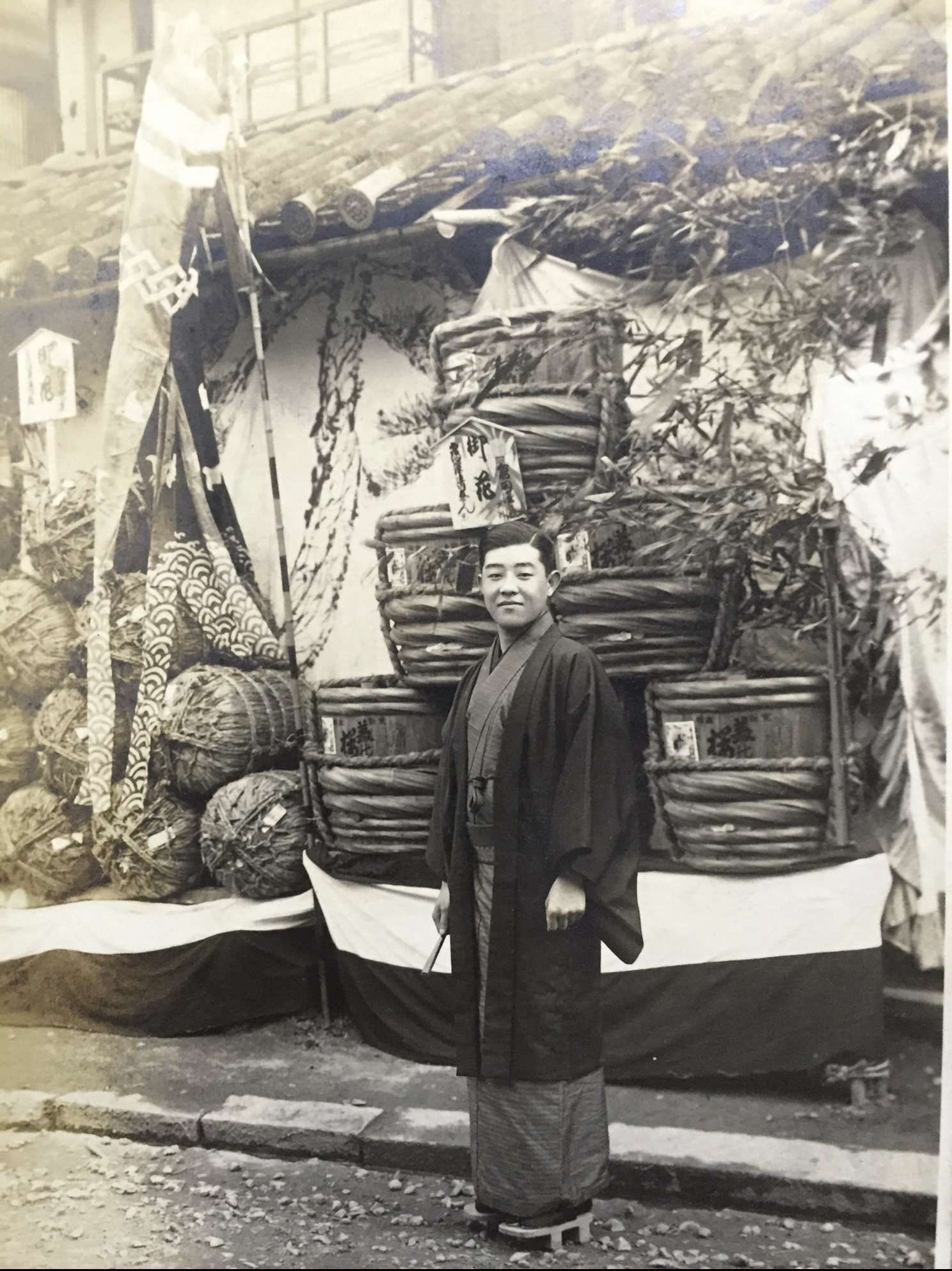
初代鶴澤清友@有楽座

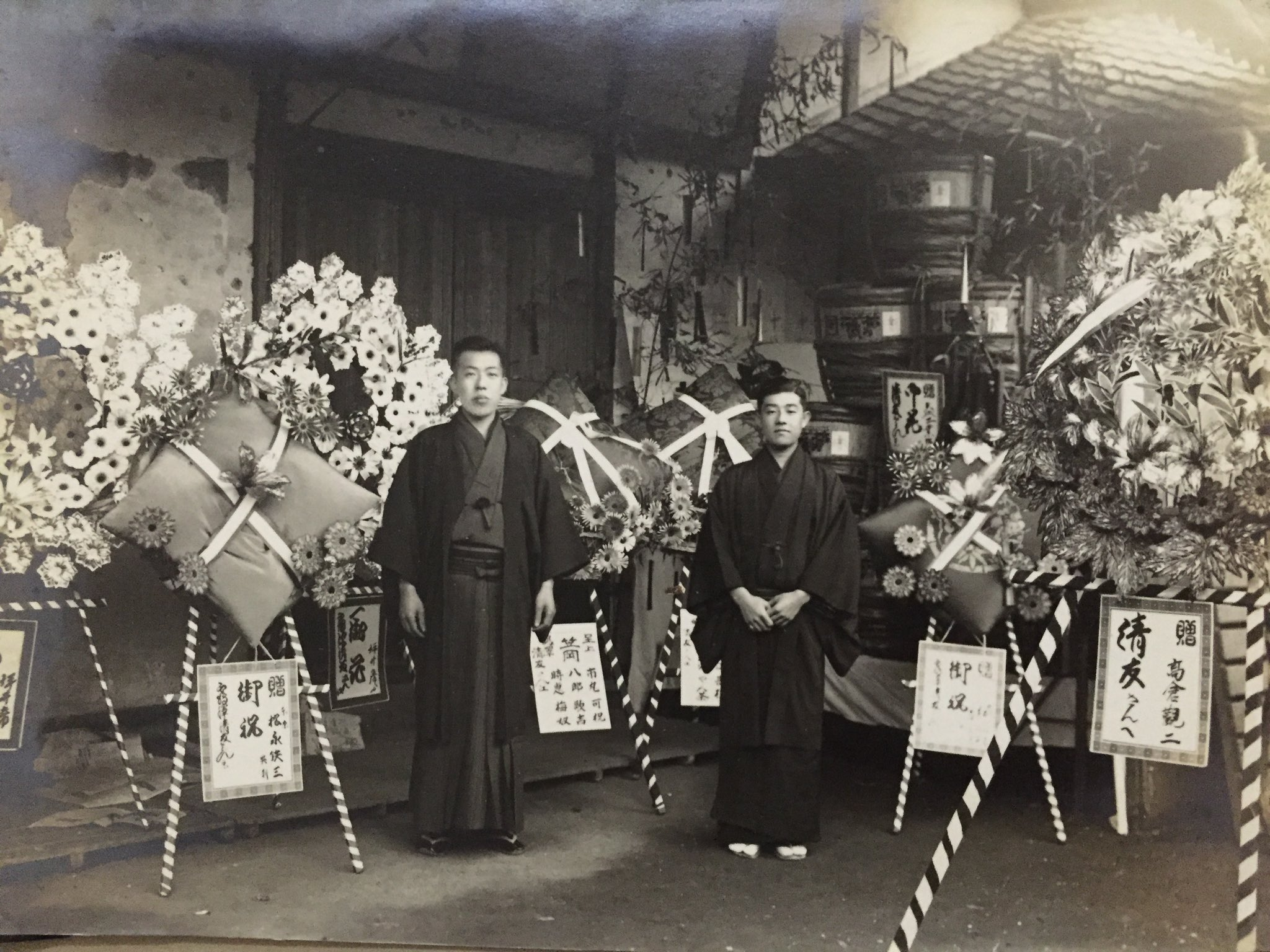
三代目鶴澤清糸と初代鶴澤清友

自らが座本を勤めた有楽座にて子息の初代鶴澤清友（六代目徳太郎→二代目道八）と収まる写真が残されている。『山陽年鑑』によると、株式会社有楽座が矢掛町に存在し、設立は大正9年（1920年）1月。資本金2万円。主な事業内容は、興行場賃貸、興行に関する物品、債券の売買となっている。戦後、有楽座は映画館へと転じた。